# Saint-Baudel

Saint-Baudel este o comună în departamentul Cher, Franța. În 1 ianuarie 2022 avea o populație de 251 de locuitori.